# Фаик-паша, Ахмед
Ахмед Фаик-паша (тур. Ahmet Faik Paşa) — турецкий военачальник, участник Крымской войны и русско-турецкой войны (1877—1878), командующий турецким осадным корпусом при осаде Баязета.

## Биография
Дата и место рождения не установлены.
В 1827 году поступил в военную службу рядовым в 1-й батальон 1-го полка 1-го корпуса турецкой армии. В 1831 году участвовал в Нишском походе против восставших сербов.
В 1832 году зачислен ефрейтором в 1-й батальон 2-го полка 1-го корпуса турецкой армии. В следующем году назначен фельдфебелем в 3-й батальон того же полка, того же корпуса.
В 1837 году поступил в военную школу, а в 1838 году командирован в Вену с целью усовершенствования военного образования. Три года спустя, в 1841 году, с успехом сдал экзамен по пехотной и кавалерийской службе и произведён в чин штабс-капитана.
В 1843 году возвратился в Константинополь и в 1847 году произведён в чин майора генерального штаба. В том же году находился в Албании и Косово и принимал участие в подавлении восстания в этих местностях. В следующем году участвовал в походе против восставших Придунайских княжеств.
В 1852 году произведён в подполковники; в 1853 году — в полковники. В 1853 году находился в должности начальника штаба Анатолийского корпуса турецкой армии. Во время экспедиции в Грузию, во время Восточной войны 1853—1856 годов, состоял при совете корпуса и принимал участие в сражениях с русскими при Курюк-Дара и Башкадыкларе.
В 1861 году, во время событий в Дамаске, на него было возложено поручение реорганизовать войска в Гебели-Аджлунском округе.
В 1863 году получил чин бригадного генерала 3-го корпуса, вскоре после чего назначен начальником штаба того же корпуса. Произведённый в 1866 году в дивизионные генералы, назначен был начальником войск в Боснии и Герцеговине; временно командовал войсками Битольского вилайета, был назначен членом Военного совета. В том же году, после командования войсками в Янине, Превезе и Нише, был назначен начальником штаба 4-го корпуса. Среди наград имел ордена Меджидие и Османие 3-й степени.
В 1877 году, во время русско-турецкой войны, командовал Ванским и Баязетским отрядами. За бездарное руководство войсками, крайнюю нерешительность при ведении боевых действий при осаде Баязета и прямое неподчинение приказам вышестоящего начальства был отстранён от должности и привлечён к суду. 12 января 1879 года, после долгого разбирательства, был приговорён к исключению из военной службы, лишению чинов и орденов и шестимесячному тюремному заключению. По отбытии заключения, проживал в окрестностях Стамбула как частное лицо.